# Mira Bjedov
Mira Bjedov  (nacida el 7 de septiembre de 1955 en Mokro Polje, Yugoslavia) es una exjugadora de baloncesto croata. Consiguió 2 medallas en competiciones oficiales con Yugoslavia.